# Саулијус Сквернелис
Саулијус Сквернелис (литв. Saulius Skvernelis; 23. јул 1970) литвански је политичар и бивши премијер Литваније који је на тој позицији био од 2016. до 2020.године. Претходно је био полицијски комесар и министар унутрашњих послова од 2014. до 2016.

## Образовање и рад
Рођен је у Каунасу, а дипломирао је на Техничком универзитету у Вилњусу 1994. године и почео да ради у Полицијској акдемији Литваније. Године 1998, је постао саобраћајни инспектор у Тракају, а 2011. године је именован за генералног комесара литванске полиције.

## Политичка каријера
Дана 5. новембра 2014. године, председник Литваније Далија Грибаускајте га је именовала за министра унутрашњих послова. На тој функцији је наследио Даилиса Алофонсаса Баракаускаса. Његово именовање је подржала владајућа Партија реда и правде, иако Сквернелис није члан ове странке.
У наредне две године је постао један од најпопуларнијих политичара у Литванији. Изабран је у литвански Сејмас као посланик Литванске уније зелених и пољопривредника. Његов ресор је преузео Томас Жилинскас. Након коалиционог договора Литванске уније зелених и пољопривредника и Социјалдемократске партије Литваније, литванска председница Далија Грибаускајте га је прогласила за премијера 22. новембра 2016. Функцију је преузео месец дана касније. Године 2018, је говорио на скупу ЛГБТ заједнице у Вилњусу и том приликом је позвао Сејмас да призна истополне бракове.
Против њега се повела гомила критика, када је, као генерални комесар полиције, послао 240 полицајаца да ухапсе мајку коју је ћерка пријавила за педофилију.